# Infamous (игра)
Infamous (стилизовано как inFAMOUS; в названии присутствует двусмысленность: infamous — англ. позорный, бесчестный и famous — англ. прославленный, знаменитый; в России официально издана под названием «Дурная репутация») — видеоигра в жанре приключенческого боевика, разработанная Sucker Punch Productions и изданная Sony Computer Entertainment. Игра была издана только для PlayStation 3: 26 мая 2009 года — в США, а 29 мая — в Европе.
Действие игры происходит в вымышленном городе Эмпайр-Сити, погрузившемся в хаос после мощного взрыва. После катастрофы в нём началась эпидемия, и власти ввели карантин, перекрыв выходы из города. Практически все полицейские были убиты, поэтому на улицах хозяйничают преступные группировки.

## Игровой процесс

Коул может вытягивать энергию из электрифицированных предметов, чтобы регенерировать и использовать её в будущем.

Главный герой игры — курьер Коул МакГрат, оказавшийся в эпицентре взрыва. Ему удалось выжить, при этом Коул приобрёл способность управлять электричеством. Геймплей построен именно на этом умении. Электричество является единственным доступным оружием. По ходу развития сюжета протагонист получает новые способности, позволяющие ему сражаться и быстрее перемещаться по городу.
Игра сочетает в себе элементы Шутера от третьего лица, RPG и платформера. В левом верхнем углу экрана находится шкала энергии и репутации. Энергия расходуется почти на все электроудары, кроме самого простого — «молнии» (энергия также не тратится при способности «вспышка»). В правом нижнем углу располагается мини-карта, на которой отображаются цели побочных и основных миссий. Также, если Коул пустит электромагнитный импульс, то на карте отобразятся ближайшие источники электричества, враги, а также полезные предметы, такие как «Заряженные осколки», которые увеличивают максимальный уровень энергии героя. Традиционная шкала здоровья в интерфейсе отсутствует: при получении ранений экран краснеет, а при критическом состоянии становится серым, и приглушаются звуки. Коул может быстро исцелиться, если вытянет энергию из ближайшего источника — трансформаторы, автомобили, уличные фонари, неоновые вывески и даже люди. В бою при успешных убийствах (попадания в голову или несколько убийств одной атакой/взрывом) энергия постепенно восполняется самостоятельно.
Репутация Коула варьируется от его поступков. Как поступить, выбирает игрок. Есть два пути — либо герой, либо злодей. Своеобразная карма влияет также и на способности героя. Изначальный цвет молнии Коула — синий: если Коул пойдёт по пути злодея, то в его арсенале появляются всё более разрушительные и кровавые удары, а молния станет красной (в случае если Коул уже по своей воле вновь активирует Лучевую Сферу, то его молния ещё больше усилится и станет чёрно-красной, а его репутация злодея навсегда станет максимальной) к тому же, сам Коул будет более бледным с проступающими чёрными венами. Если же Коул пойдёт по пути героя, то его молния останется синей, его кожа и внешний вид останутся нормальными, минимизируется вред для «гражданских лиц», со временем их можно будет лечить, да и они начнут оказывать вам посильную помощь.
Коул имеет следующие способности:
- Молния — самая первая способность, которой овладевает герой. Не требует энергии. Первые несколько выстрелов парализуют противника, потом — убивает.
- Шоковая граната — сгусток энергии, летящий к цели по дуге. Наносит приличный урон находящимся рядом врагам.
- Ударная волна — мощный импульс, отбрасывающий попавшие в радиус действия объекты.
- Мегаваттный молот — снаряд, летящий к цели по прямой и наносящий большой урон.
- Скольжение — позволяет Коулу на высокой скорости перемещаться по линиям электропередач и рельсам.
- Антиграв — позволяет недолго парить над землёй.
- Гальванизация — лечение раненых гражданских людей.
- Вампиризм — Коул полностью восстанавливает свою энергию путём высасывания её из раненых людей. Снижает репутацию.
- Оковы — сковывание раненого противника-человека. Повышает репутацию.
- Удар грома — при прыжке с высоты от Коула исходит мощный поток энергии, который при приземлении разбрасывает всё вокруг.
- Гроза — в землю ударяет мощнейшая молния, разрушающая абсолютно всё на своём пути (управление Грозой происходит с помощью беспроводного контроллера). Не работает под землёй.
- Электрический щит — создаёт и носит перед собой щит от выстрелов.
- Сверхмощные лезвия — усиленный удар в рукопашном бою, убивающий противников-людей с одного удара. Доступно при покупке соответствующего DLC.

## Сюжет
Главный герой игры — Коул МакГрат, курьер-фрилансер из Эмпайр-Сити, едва сводивший концы с концами. Однажды от начальства он получает заказ: доставить посылку к Стентон Билдинг в «Старом Городе»; по приезде звонит заказчик и говорит открыть её. Посылкой оказывается Лучевая Сфера — экспериментальная бомба, которая разрушает половину города. Коул, едва переживший взрыв и открывший в себе способности к электрокинезу, вместе со своим другом Зиком и бывшей девушкой Триш бегут из Старого Города в «Неон» — район Эмпайр-Сити, наименее пострадавший от теракта. Триш злится на Коула, так как из-за спровоцированного им взрыва погибла её сестра (если Коул был героем, то Триш впоследствии признает то, что Коул пытается всё исправить и то, что он не виноват в смерти её сестры и восстанавливает романтические отношения с ним, в случае если Коул был злодеем она продолжает ненавидеть его). На 14 день карантина Коул и Зик решают сбежать из города вместе с толпой беженцев, но по ним открывают огонь военные. Многие беженцы гибнут, а Коул попадает к Мойе — агенту ФБР, которая пытается найти своего мужа Джона: тот внедрился к «Первым Сынам» — группировку, что создала Лучевую Сферу. В поисках Джона, Коул ведёт борьбу с «Жнецами» — синдикатом наркоторговцев, попавших под контроль некой Саши — женщины-мутанта, чьё тело выделяет психотропную субстанцию под названием «смола». С помощью смолы Саша травит систему водоснабжения Неона, заставляя контролируемых ею людей присоединяться к Жнецам. Срывая одну из попыток Жнецов отравить воду смолой, Коул сталкивается с Кесслером — действующим лидером Первых Сынов, обладающим такими же способностями, как и у него. Добравшись до Саши в её подземном убежище, Коул побеждает её и узнаёт, что Саша дезертировала из Первых Сынов, но всё же знает об их истинных планах. Узнать о них конкретно Коулу мешают сами Первые Сыны, обрушившие туннель и забравшие Сашу с собой по приказу Кесслера.
Коул отправляется в Уоррен, на 2-й остров, где хозяйничает банда «Мусорщиков» во главе с Алденом — сыном Ричарда Тейта, прежнего лидера Первых Сынов, пока власть над ними не захватил Кесслер. Коул находит Джона, и выясняется, что Мойя не имеет к нему никакого отношения, а Алден прячет у себя ещё одну Лучевую Сферу. Коул и Зик взбираются на башню Алдена и пытаются отобрать у него устройство, но тут появляется Кесслер. Он склоняет Зика на свою сторону и забирает Сферу. Коул побеждает Алдена и отправляется в Старый Город — в центр взрыва: там Первые Сыны устроили своё пристанище. В этот момент Кесслер связывается с ним и предлагает пройти серию испытаний, поскольку Триш у него в плену. Коул спасает людей от бомб, но последнее испытание заставляет Коула сделать нелёгкий выбор: попытаться спасти Триш или спасти несколько врачей, привязанных на соседней крыше. Какой бы выбор Коул не сделал, Триш погибает, а Коул жаждет расправы. Он вместе с Джоном всё же находит Сферу, но вновь встаёт перед выбором: использовать её и получить ещё больше силы или уничтожить её, чтобы никто не мог с её помощью вредить людям. В любом случае, Сфера разрушается и убивает Джона.
Кесслер вызывает Коула на бой, и последний побеждает. Умирая, Кесслер успевает передать Коулу свои воспоминания, из которых выясняется, что Кесслер и Коул — один и тот же человек. В будущем в Эмпайр-Сити приходит некий Зверь, а Коул-Кесслер спасается бегством, погубив город. Позже он отправляется в прошлое и возглавляет Первых Сынов, чтобы те разработали Лучевую Сферу, которая должна дать молодому Кесслеру (то есть, Коулу) его способности. Он также убивает свою молодую жену Триш, чтобы Коул не совершил ошибки Кесслера — независимо от того, кем должен стать Коул, героем или злодеем, он должен быть подготовлен к схватке со Зверем. После смерти Кесслера, Коул выносит урок из его опыта и начинает готовиться к будущей схватке.

## Саундтрек
Выход официального саундтрека, состоящего из двадцати композиций, на iTunes произошёл в мае 2009 года.
| №   | Название                  | Музыка                          | Длительность |
| --- | ------------------------- | ------------------------------- | ------------ |
| 1.  | «Rabble Rouser»           | Amon Tobin                      | 3:15         |
| 2.  | «Stampton Bridge»         | Amon Tobin                      | 4:16         |
| 3.  | «Meet the Reapers»        | Amon Tobin & Jim Dooley         | 4:05         |
| 4.  | «The First Sons»          | Jim Dooley                      | 2:04         |
| 5.  | «Alden Strikes»           | Amon Tobin & Jim Dooley         | 3:12         |
| 6.  | «The Escape»              | Jim Dooley & Mel Wesson         | 3:02         |
| 7.  | «Dinner with Sasha»       | Jim Dooley                      | 2:31         |
| 8.  | «The Courier»             | Amon Tobin                      | 4:17         |
| 9.  | «Secrets Revealed»        | JD Mayer                        | 2:38         |
| 10. | «Rampage»                 | Jim Dooley                      | 2:11         |
| 11. | «Tent City»               | JD Mayer                        | 2:47         |
| 12. | «Hunt for the Ray Sphere» | Amon Tobin                      | 2:55         |
| 13. | «End of the Road»         | Jim Dooley                      | 3:32         |
| 14. | «Anything for Trish»      | Amon Tobin                      | 4:16         |
| 15. | «Stranded»                | Amon Tobin                      | 4:03         |
| 16. | «Mysterious Signals»      | JD Mayer                        | 3:00         |
| 17. | «The Truth»               | Jim Dooley & Mel Wesson         | 2:50         |
| 18. | «Genesis»                 | Amon Tobin & Jim Dooley         | 4:11         |
| 19. | «Pleasant Empire»         | Jim Dooley                      | 2:09         |
| 20. | «Silent Melody»           | Working for a Nuclear Free City | 3:59         |

## Трофеи
В игре реализована система вознаграждений, введённая в 2008 году и получившая название PlayStation Network Trophies.
В марте 2012 года в официальном блоге PlayStation был опубликован список из 10 игр, в которых игроки удостоились наибольшего количества высшей награды — платиновых трофеев. Infamous в этом списке заняла шестую строчку.

## Оценки игры
| Сводный рейтинг    | Сводный рейтинг                          |
| Агрегатор          | Оценка                                   |
| ------------------ | ---------------------------------------- |
| GameRankings       | 86,17 %                                  |
| Metacritic         | 85/100                                   |
| Иноязычные издания |                                          |
| Издание            | Оценка                                   |
| Edge               | 7/10                                     |
| Game Informer      | 9/10                                     |
| GameSpot           | 9,0/10                                   |
| IGN                | 9,2/10                                   |
| X-Play             | [ 8 ]                                    |
| Награды            |                                          |
| Издание            | Награда                                  |
| IGN                | Best Script                              |
| Golden Game Awards | Overall Game of the Year and Best Acting |
| EuroGamer          | Best Action/Adventure Game               |
| PixlBit            | Studio of the Year                       |

Игра была тепло воспринята критиками. Средняя оценка по Metacritic составила 85/100 на основе 98 критических обзоров. В «Списке лучших игр 2009 года по версии Видеомании» Infamous заняла пятое место.

## Продолжение
7 июня 2011 года вышло продолжение игры под названием Infamous 2, действие которого начинается после завершения событий первой части. Однако, есть комикс который повествует о том, что происходило между первой и второй частью. Комикс был выпущен в 6 изданиях в 2011 году.